# Cumatocinetus inareolatus
Cumatocinetus inareolatus är en stekelart som beskrevs av Mao-Ling Sheng 2002. Cumatocinetus inareolatus ingår i släktet Cumatocinetus och familjen brokparasitsteklar. Inga underarter finns listade i Catalogue of Life.